# Komárevo (Pleven)
Komárevo (búlgaro: Кома̀рево) es un pueblo de Bulgaria perteneciente al municipio de Dolna Mitropoliya de la provincia de Pleven.
Se ubica a orillas del río Vit sobre la carretera 118, unos 15 km al noreste de la capital municipal Dolna Mitropoliya.

## Demografía
En 2011 tenía 1247 habitantes, de los cuales el 79,47% eran étnicamente búlgaros y el 4% gitanos.
En anteriores censos su población ha sido la siguiente:
| Gráfica de evolución demográfica de Komárevo entre 1934 y 2011 |
|                                                                |